# Rue Esquermoise
La rue Esquermoise est une rue de Lille. 

## Situation et accès

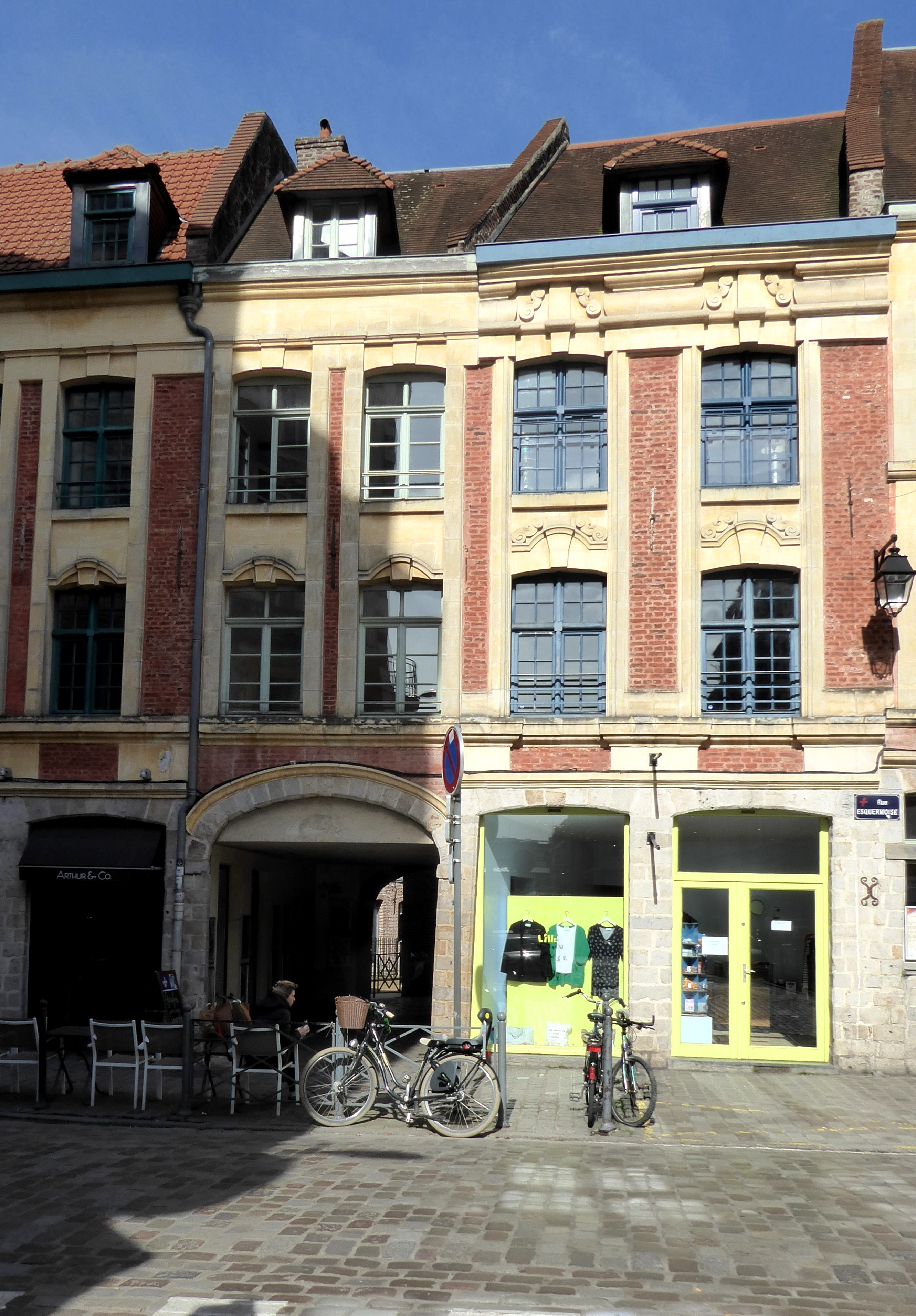
Passage vers la rue de Weppes

Située dans le quartier de Lille-Centre, elle relie la place du Général-de-Gaulle aux rues royale et de la Barre.
À partir de la place du général de Gaulle, la rue Esquermoise croise successivement, à gauche la rue Saint-Etienne voie piétonne, à droite la rue des Débris Saint-Etienne dont le nom rappelle l'ancienne église Saint-Etienne détruite lors du siège de Lille de 1792, à gauche la rue des Poissonceaux du nom de l'ancien canal des Poissonceaux, recouvert en 1877, parallèle à la rue au sud, à droite la rue Basse, à gauche la rue Thiers, à droite la rue Jean-Jacques Rousseau, ancienne rue du refuge de l'Abbaye de Loos.
Elle se prolonge par la rue de la Barre au sud-ouest (amorce de l'ancienne route de Dunkerque) et par la rue Royale une des principales voies du quartier créé lors de l'agrandissement de la ville par Vauban en 1670.
Un passage ouvert après 2005 au rez-de-chaussée d'une maison face à la rue Thiers permet aux piétons et aux cyclistes de gagner le parvis de la Treille par la rue de Weppes établie à l'emplacement du canal du pont de Weppes recouvert en 1933.

## Origine du nom
Elle tire son nom de son tracé qui menait à l'ancienne commune d'Esquermes.

## Historique

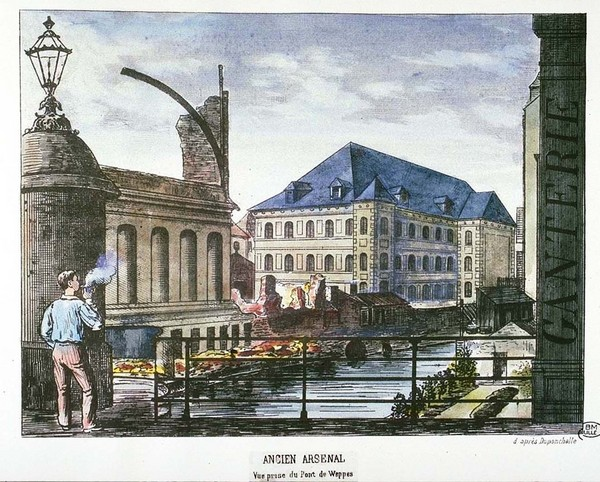
Vue du canal sur le pont de Weppes au milieu du XIX.

La rue Esquermoise est l'une des plus anciennes de Lille.
Elle permettait de joindre la place du Marché (actuelle Grand'Place) à la future route de Dunkerque (actuelle rue de la Barre).
Elle se dirigeait vers le village d'Esquermes (ancienne paroisse puis commune annexée par la ville de Lille en 1858) qui lui a donné son nom.
Entre les actuelles rue des Poissonceaux et Thiers s'élevait du XIVe siècle à sa démolition en 1801 la façade de l'hôtel de la Poterne, siège de la chambre des Comptes puis du bureau des finances de Lille.
Jusqu'à la couverture du canal de la Baignerie par création de la rue Thiers en 1878 et du canal du pont de Weppes en 1933, la rue franchissait cette voie d'eau intérieure par le pont de Weppes qui était situé au croisement avec la rue Thiers. Des maisons datant des XVIIe et XVIIIe siècles étaient établies sur le côté nord masquant la vue vers le canal (actuelle rue de Weppes). L'autre côté du pont (vers l'actuelle rue Thiers) était libre de construction.

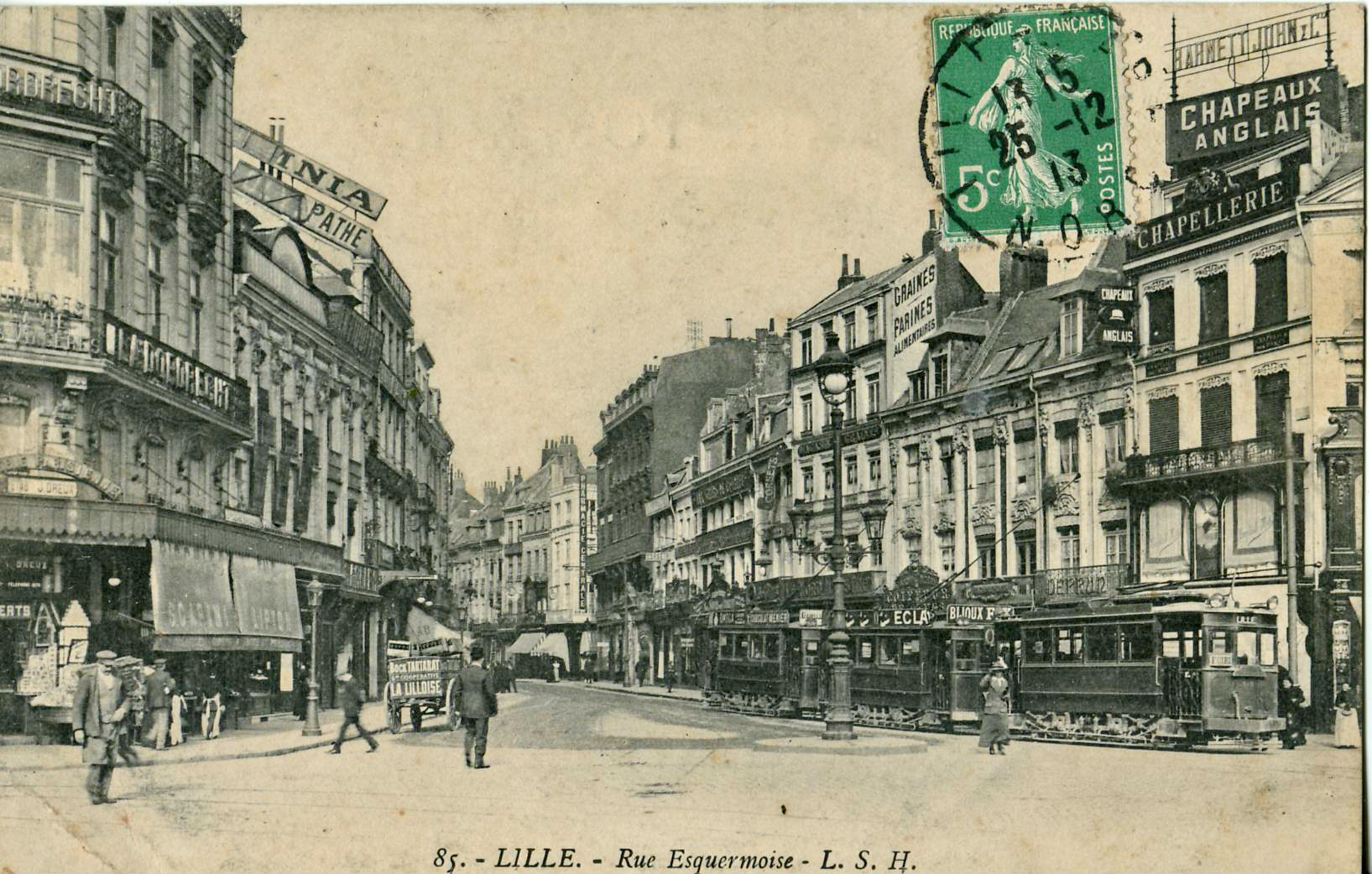
La rue dans les années 1910, avec 3 motrices en stationnement du tramway.

La porte de Weppes était située près ce pont (actuellement à l'angle de la rue Esquermoise et de la rue Thiers) sur la deuxième enceinte de Lille du XIIe siècle.
L'extrémité de la rue Esquermoise de l'angle avec l'actuelle rue Thiers jusqu'à la rue de la Barre était donc située à cette époque à l'extérieur de la ville jusqu'à l'agrandissement de Lille englobant la rue de la Barre et le faubourg de Weppes et reportant les remparts jusqu'à la porte de Barre. Cette extension de l'enceinte date probablement du XIIIe siècle.

## Bâtiments remarquables et lieux de mémoire
Cinq lots d'immeubles font partie des monuments historiques de Lille. Les immeubles situés aux nos 4, 6, 8 et aux nos 5, 7, aux nos 34, 36 ont leur toiture et façade sur rue inscrites à l'inventaire des monuments historiques depuis le 13 mars 1944.
Le no 5 a également l'enseigne du premier édifice représentant la poule inscrit. Le no 15 a l'enseigne en pierre sculptée représentant la Maisoncelle encastrée dans la façade inscrit depuis le 15 mars 1944.
La maison Méert, située au no 27, a sa devanture, son décor intérieur et son décor extérieur classés au titre des monuments historiques depuis le 5 août 1980. La devanture de la pâtisserie, fondée en 1761, est due à Charles Benvignat, architecte lillois, et date de 1839.
Les annuaires Ravet-Anceau ont eu leur siège au no 52.

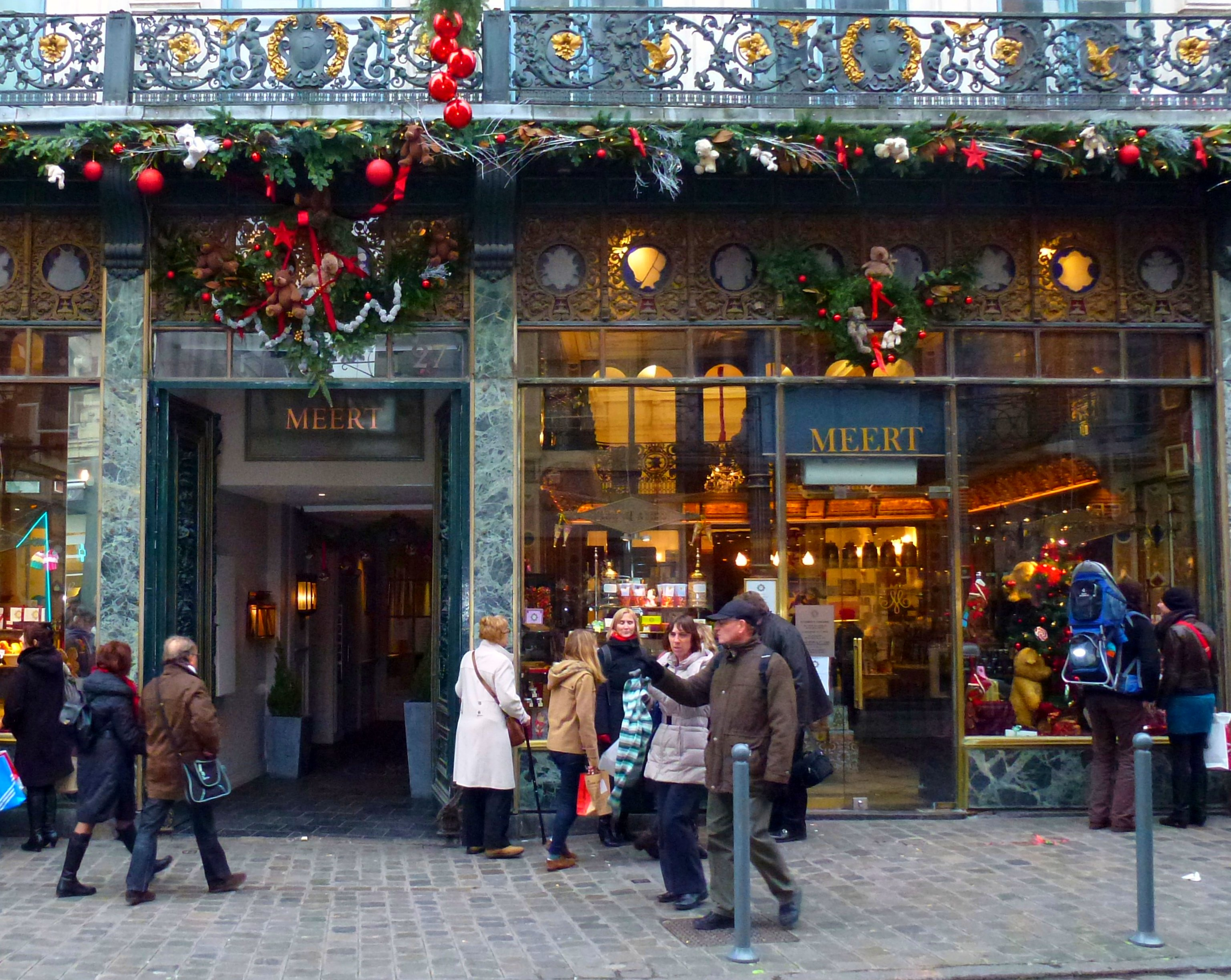
La maison Méert
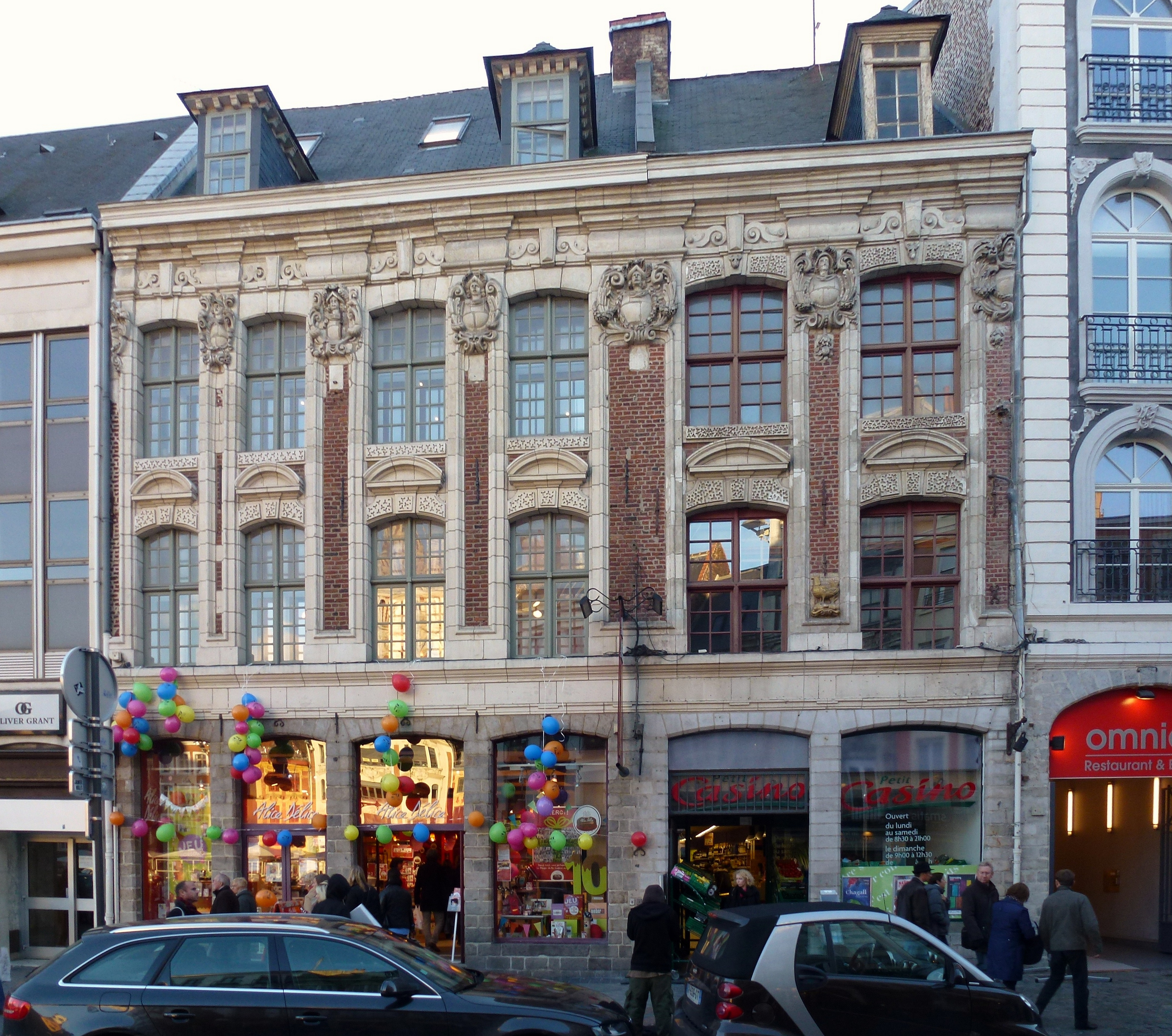
5, 7
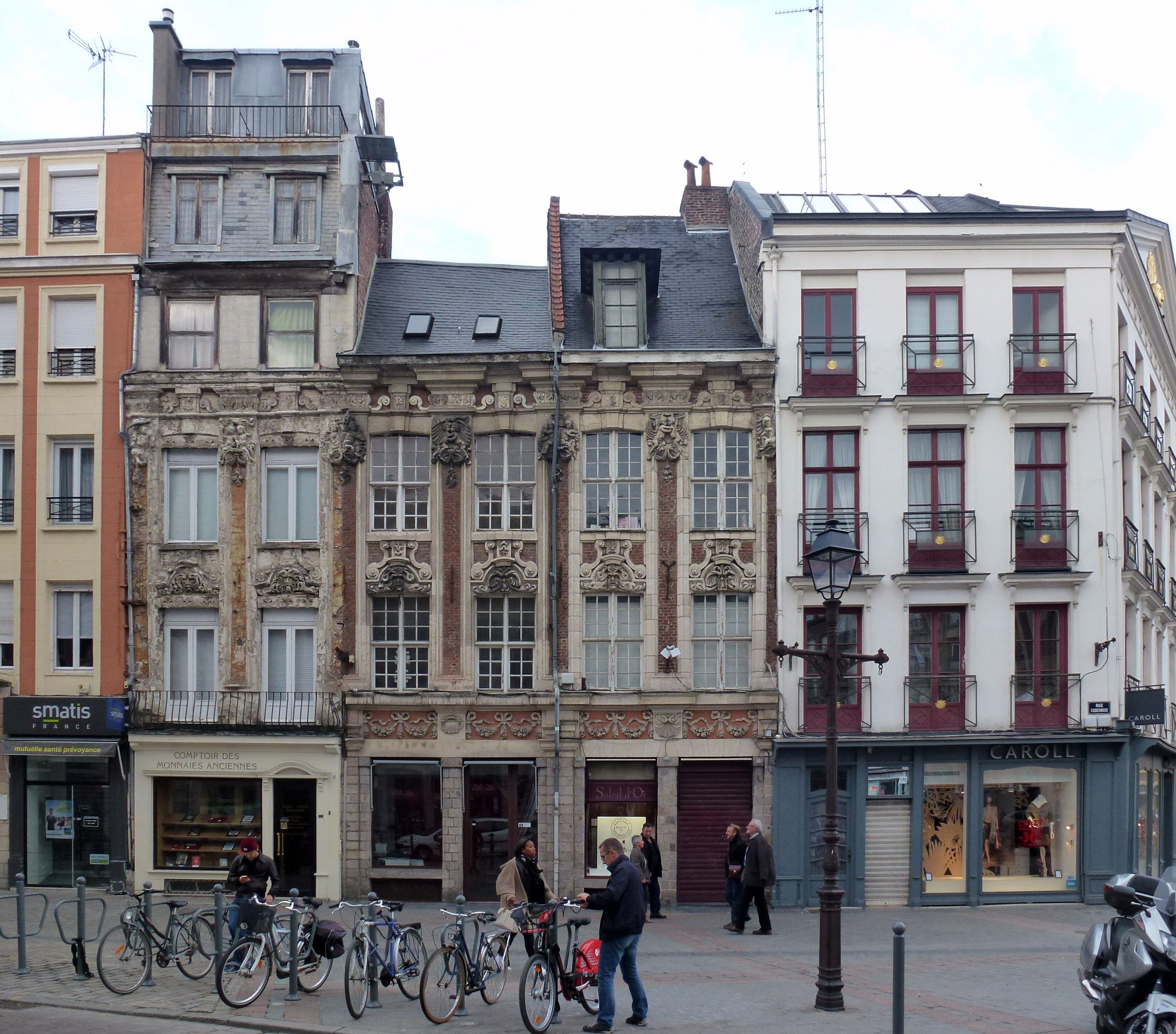
4, 6, 8 rue Esquermoise
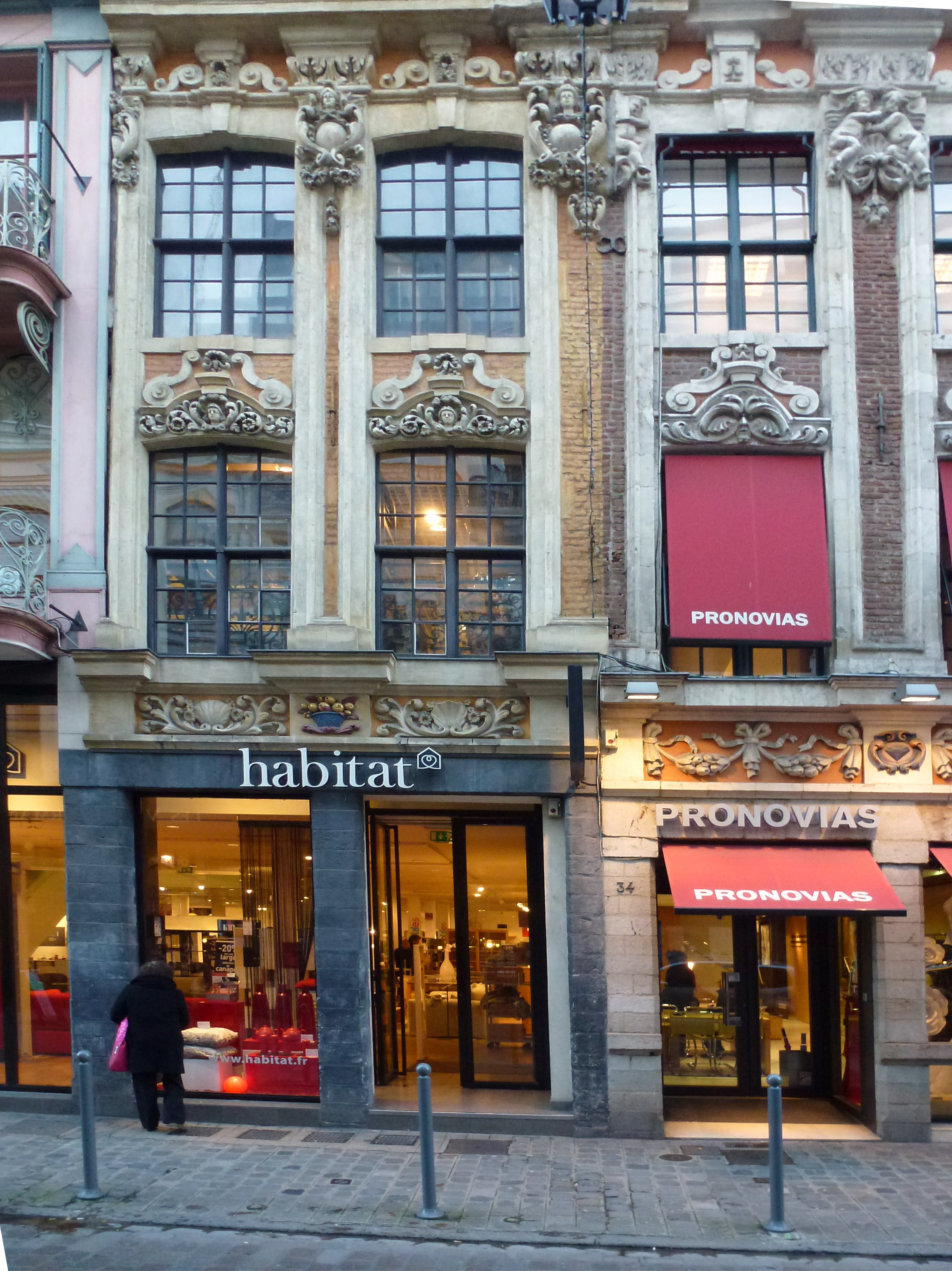
32-36 rue Esquermoise